# زمین‌لرزه ۱۹۷۶ فیلیپین
زمین‌لرزه فیلیپین  در تاریخ ۱۷ اوت ۱۹۷۶ میلادی، برابر با ‎۲۶ مرداد ۱۳۵۵، ساعت ۴:۱۹:۲۷ به زمان یوتی‌سی در فیلیپین رخ داد. ژرفای این زلزله ۲۰٫۴ کیلومتر بود، و بزرگی آن ۷٫۱ در مقیاس Mw اعلام شده‌است. زمین‌لرزه به وقت محلی در روز سه‌شنبه، ساعت ۱۲ روی داده و منطقه زمانی آن یوتی‌سی +۸ بوده‌است .
سازمان زمین‌شناسی آمریکا نیز رومرکز این زمین‌لرزه را در مختصات ۷°۱۴′۵۶″شمالی ۱۲۲°۵۶′۲۰″شرقی / ۷٫۲۴۹°شمالی ۱۲۲٫۹۳۹°شرقی و ژرفای آن را در ۲۲ کیلومتر گزارش کرده‌است. بزرگی برگزیدهٔ این سازمان از میان بزرگیهای محاسبه‌شدهٔ مختلف ۶٫۸ در مقیاس Ms بوده و از دید اثر، در میان چهار دسته‌بندی «نامحسوس»، «محسوس»، «زیان‌آور» یا «با تلفات»، زلزله را «نامحسوس» اعلام کرده‌است.
پروژهٔ «تنسور گشتاور مرکزوار» زاویه‌های (راستا، شیب، ریک) گسل سازندهٔ زمین‌لرزه و صفحه عمود بر آن را (°۲۱۴، °۶۴، °۱۷۲-) یا (°۱۲۰، °۸۳، °۲۶-) و نوع گسل را «امتدادلغز» فرارسانده‌است.